# 윤공희
윤공희(尹恭熙, 1924년 11월 8일 ~ )는 한국의 로마 가톨릭교회 성직자이다. 천주교 광주대교구 제7대 교구장(대주교, 1973년 10월 25일 ~ 2000년 11월 30일)을 지냈다. 본관은 파평(坡平), 세례명은 빅토리노이다.

## 생애
1924년 11월 8일 평안남도 진남포(현재 남포)의 가톨릭 신자 집안에서 출생하였다. 1950년 서울성신대학(현가톨릭대 신학부)을 졸업한 다음 그해 3월 20일 사제서품을 받았다. 윤공희 신부는 명동 성당 보좌신부로 성직생활을 시작하였으며 1954년 성신중고 라틴어 교사로 봉직한 다음 로마로 유학을 가서 신학박사 학위를 취득하였다. 학위 논문 주제는 나지안조스의 그레고리우스의 성서 주석에 관한 것이었다. 
1963년 윤공희 신부는 새로 신설된 수원교구의 주교로 임명되었다. 주교 서품식은 당시 로마 교황이었던 바오로 6세가 바티칸에서 집전하였다. 그 후 1967년에는 노기남 대주교의 은퇴로 공석이 된 서울대교구 대주교 자리가 공석이 되자 임시 관리자로 1년 이상 봉직하였다. 당시 서울대교구에는 엄청난 부채를 지고 있었는데 윤공희 주교는 이를 줄이기 위해 부단한 노력을 기울였다. 나중에 서울대교구 교구장에 오른 김수환 추기경은 윤공희 주교의 노력에 대해 매우 고마워 하였다. 
1973년 11월 광주대교구의 대주교로 피명되었다. 윤 대주교는 재임 시 광주 민주화 운동을 접하였다. 대주교는 평화적인 문제 해결을 위해 노력하였지만, 군부의 무력 진압으로 수포를 맛보았다. 
윤공희 대주교는 교구장 정년인 75살을 1년 넘긴 2000년 11월 30일 은퇴하였다. 
2024년 기준으로, 윤공희 대주교는 한국 주교단의 최고령자(100살)이다. 또한 한국인 주교 가운데 주교로서 오래 봉직한 사람이기도 하다(61년) 
윤공희 대주교는 1963년 10월 20일에 주교로 수품되어 2013년에 주교품 금경축을 맞이하였다. 이에 따라 윤공희 대주교는 전 부산교구장 고 최재선 주교와 전 인천교구장 나길모 주교에 이어 한국교회에서 세 번째로 주교 수품 50주년을 맞이하는 주교가 되었다. 
2024년 11월 8일 상수 100세를 맞이하였다.